# Gibasis oaxacana
Gibasis oaxacana là một loài thực vật có hoa trong họ Commelinaceae. Loài này được D.R.Hunt mô tả khoa học đầu tiên năm 1972.